# Třída V 180
Třída V 180 byla třída torpédoborců německé Kaiserliche Marine z období první světové války. Celkem bylo postaveno dvanáct jednotek této třídy. Tři torpédoborce byly ztraceny za první světové války. Sedm jich bylo po válce předáno Brazílii, Japonsku a Velké Británii. Dva provozovala poválečná německá Reichsmarine, následně Kriegsmarine a po druhé světové válce byly předány Sovětskému svazu a USA.

## Stavba
Celkem bylo objednáno dvanáct jednotek této třídy. Šest torpédoborců (V 180–V 185), tedy jedna půlflotila, bylo objednáno v programu pro rok 1909. Druhá šestice (V 186–V 191) byla objednána v programu pro rok 1910. Od první skupiny se mírně lišila. Kýly plavidel byly založeny roku 1909 v loděnici AG Vulcan Stettin ve Štětíně. Do služby byly přijaty v letech 1910–1911.
Jednotky třídy V 180:
| Jméno | Zahájení stavby | Spuštění na vodu   | Zařazena do služby | Status |
| ----- | --------------- | ------------------ | ------------------ | --- |
| V 180 | 1909            | 15. října 1909     | 4. ledna 1910      | Od února 1918 T180. Roku 1920 předán Brazílii. Sešrotován. |
| V 181 | 1909            | 6. listopadu 1909  | 11. března 1910    | Od února 1918 T181. Roku 1920 předán Japonsku. Sešrotován. |
| V 182 | 1909            | 1. prosince 1909   | 14. května 1910    | Od února 1918 T182. Roku 1920 předán Velké Británii. Sešrotován. |
| V 183 | 1909            | 23. prosince 1909  | 12. května 1910    | Od února 1918 T183. Roku 1920 předán Velké Británii. Sešrotován. |
| V 184 | 1909            | 26. února 1910     | 29. června 1910    | Od února 1918 T184. Roku 1920 předán Velké Británii. Sešrotován. |
| V 185 | 1909            | 9. dubna 1910      | 20. září 1910      | Od února 1918 T185. Rezerva Reichsmarine. Od roku 1932 přejmenován na Blitz a upraven na řídící plavidlo pro rádiem řízenou cílovou loď SMS Zähringen. Roku 1945 předán Sovětskému svazu a přejmenován na Vystrel. |
| V 186 | 1909            | 28. listopadu 1910 | 21. dubna 1911     | Od února 1918 T186. Roku 1920 předán Velké Británii. Sešrotován. |
| V 187 | 1909            | 11. ledna 1911     | 14. května 1911    | Dne 28. srpna 1914 v Severním moři potopen v první bitvě u Helgolandské zátoky. |
| V 188 | 1909            | 8. února 1911      | 20. května 1911    | Dne 26. července 1915 v Severním moři torpédován a potopen britskou ponorkou HMS E16. |
| V 189 | 1909            | 14. března 1911    | 30. června 1911    | Od února 1918 T189. Roku 1920 předán Velké Británii. Během vlečení k sešrotování ztroskotal u Torquay. Rozebrán na místě.                                                                                          |
| V 190 | 1909            | 12. dubna 1911     | 5. srpna 1911      | Od února 1918 T190. Od roku 1938 testovací plavidlo Claus von Bevern. Roku 1945 předán USA. Záměrně potopen ve Skagerraku.                                                                                         |
| V 191 | 1909            | 2. června 1911     | 28. září 1911      | Dne 17. prosince 1915 v Baltském moři potopen minou. |

## Konstrukce

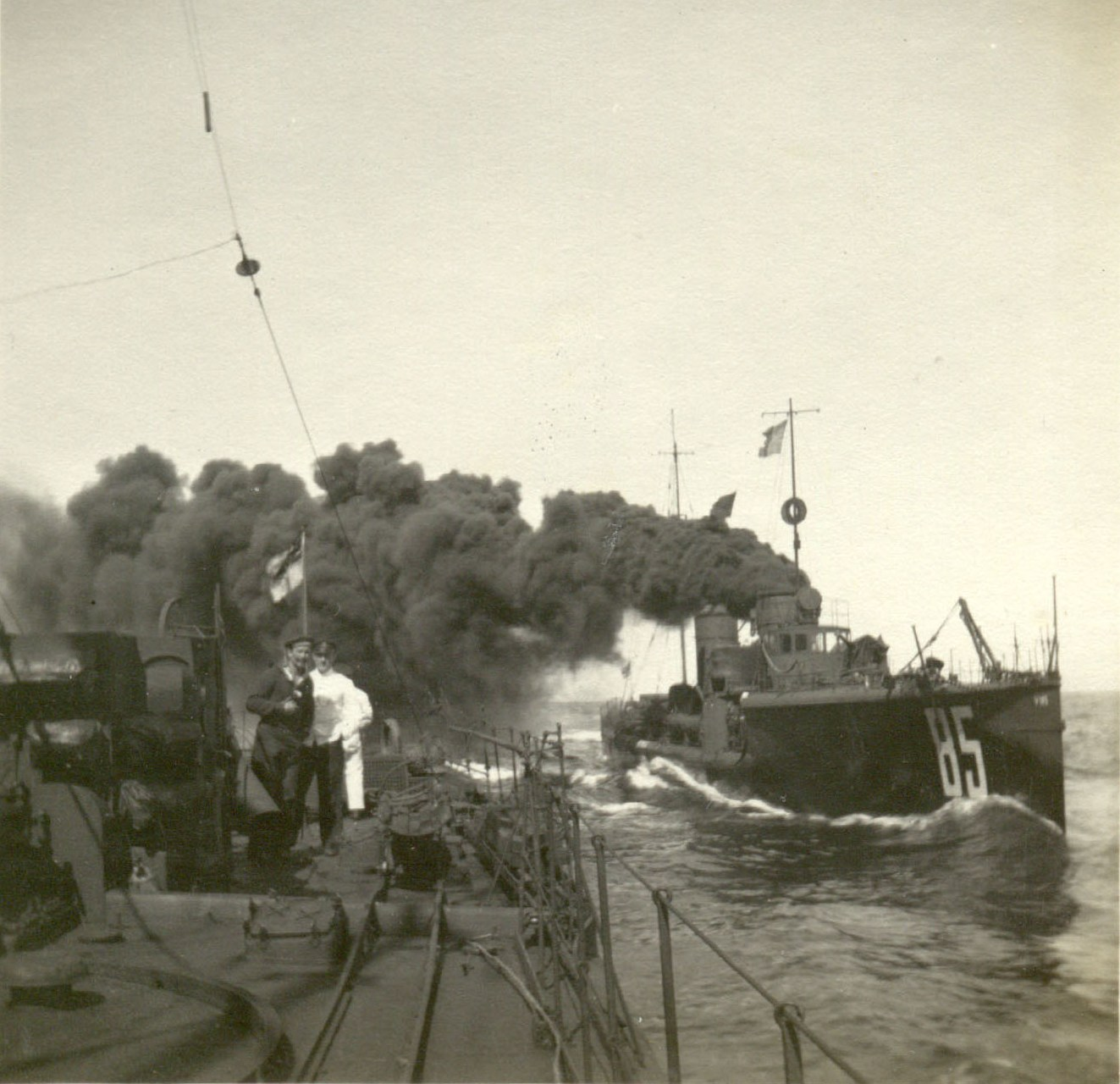
SMS V 185

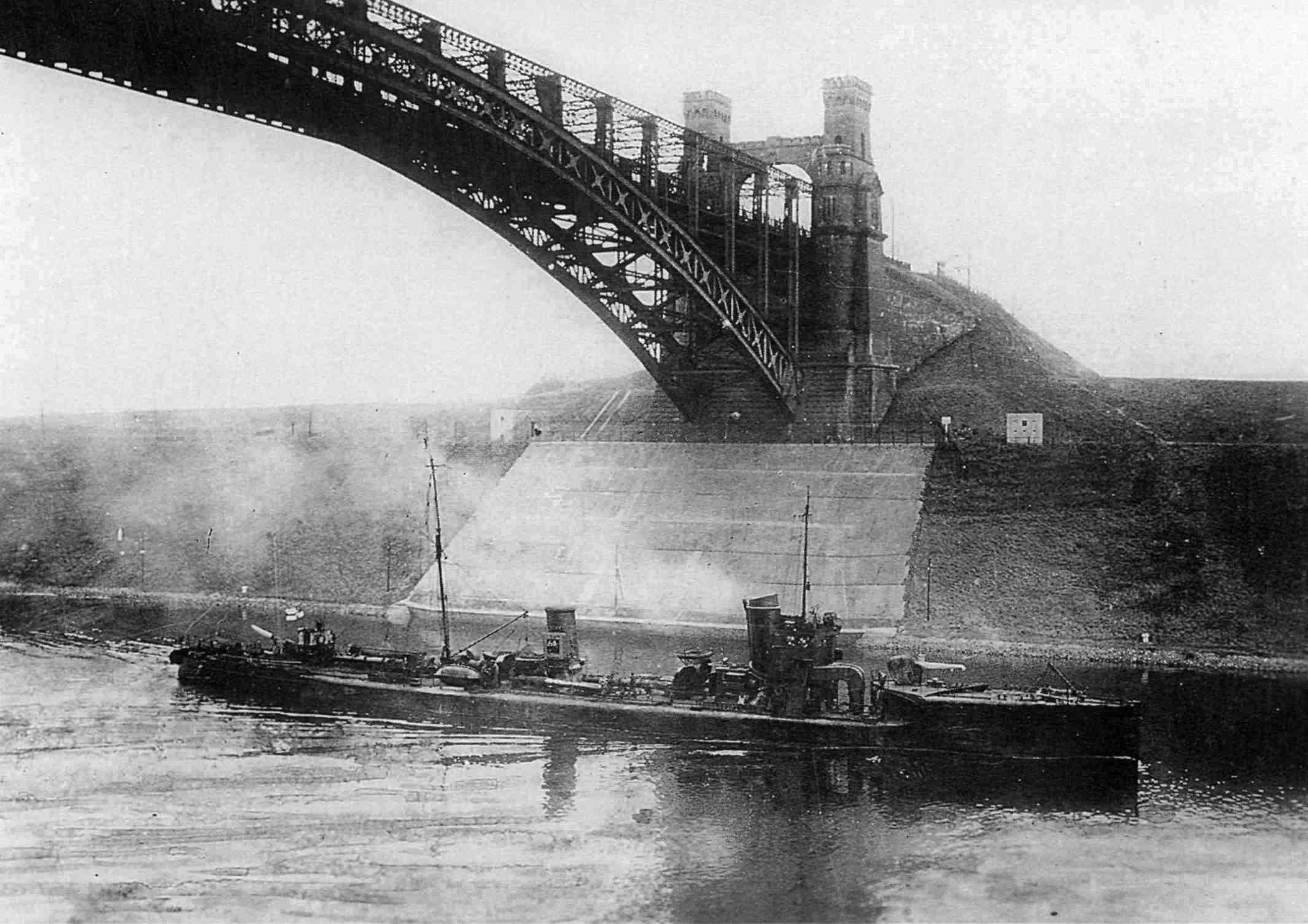
SMS V 189

Hlavní výzbroj představovaly dva 88mm kanóny TK L/30 C/08 a čtyři jednohlavňové 500mm torpédomety se zásobou pěti torpéd. Pohonný systém tvořily čtyři kotle Marine a dvě parní turbíny AEG-Vulcan o výkonu 18 060 hp, pohánějící dva lodní šrouby. Měly dva komíny. Nejvyšší rychlost dosahovala 32 uzlů. Neseno bylo 121 tun uhlí a 76 tun topného oleje. Dosah byl 1250 námořních mil při rychlosti sedmnáct uzlů.
Torpédoborce V 186–V 191 nesly 136 tun paliva a 67 tun topného oleje. Dosah byl 1170 námořních mil při rychlosti sedmnáct uzlů.

### Modifikace
V letech 1916–1917 torpédoborce V 180–V 186, V 189 a V 190 dostaly výkonnější 88mm kanóny TK L/45 C/14.
Reichsmarine provozovaná plavidla T185 a T190 dostala v letech 1923–1924 novou výzbroj dvou 105mm kanónů a dvou dvojitých 500mm torpédometů. Roku 1932 ji na T190 dále posílily dva 20mm kanóny. Naopak výzbroj T185 (od roku 1932 Blitz) byla omezena na dva 20mm kanóny.
T190 byl roku 1938 přejmenován na Claus von Bevern. Nesl jeden 105mm kanón, dva 20mm kanóny a dva jednohlavňové 533mm torpédomety.